# 後結構女性主義
後結構主義女性主義（英語：Post-structural feminism），又稱後結構女性主義，是女性主義的一個分支，主要結合並採納了後結構主義思想的觀點。後結構主義女性主義強調「所有身份認同的偶然性和論述性」（contingent and discursive nature of all identities），特別是性別主體性的社會建構性。
與後結構主義本身相似，後結構主義女性主義在很大程度上是文學分析的一種工具，也涉及心理分析和社會文化批判，並試圖探討語言、社會學、主體性與權力關係在性別議題中的互動。
後結構主義女性主義也批判支配體系（kyriarchy），但不限於傳統對支配體系的狹義理解，特別關注「他者化」現象，即被排除於「正常」之外的人群所經歷的社會疏離。

## 起源
埃萊娜·西蘇（Hélène Cixous）、呂絲·伊莉嘉瑞（Luce Irigaray）和朱莉婭·克莉絲蒂娃（Julia Kristeva）被認為是後結構主義女性主義理論的奠基者。自1990年代以來，這三人以及布拉查·艾婷格（Bracha Ettinger）對法國女性主義和女性主義心理分析產生了顯著影響。

### 埃萊娜·西蘇（Hélène Cixous）
1970年代，西蘇開始討論性與語言的關係。她認為人類的性與在社會中的溝通方式直接相關。在《美杜莎的笑聲》（The Laugh of the Medusa）中，她討論了女性如何被身體所壓抑，並提出女性可通過身體作為溝通媒介，突破以往受壓抑的狀態。西蘇主張，女性必須暴露語言中的缺陷，並創造新的表達方式，以超越陽具中心論述（phallocentric discourse）所設下的障礙。

### 呂絲·伊莉嘉瑞（Luce Irigaray）
伊莉嘉瑞生於比利時，是法國女性主義、心理分析和文化理論學者。她受到賈克·拉康（Jaques Lacan）和雅克·德里達（Jacques Derrida）的啟發，試圖揭示語言中潛藏的男性哲學，並提出「新」女性語言以表達女性主體性。

### 朱莉婭·克莉絲蒂娃（Julia Kristeva）
克莉絲蒂娃生於保加利亞，現居法國，是哲學家、文學評論家、心理分析師與女性主義學者。她的理論重點包括：強調身體在社會科學論述中的重要性；聚焦於母體與前俄狄浦斯期（pre-oedipal）對主體性建構的意義；以及以厭棄理論（abjection）來解釋壓迫和歧視。

## 理論

### 文學批評與女性書寫
後結構主義女性主義文學批評結合後結構主義與女性主義觀點，評析文學作品如何建構女性形象。若由女性為女性創造新形象，即突破由男性主導的偏見。
女性書寫（法語：l’écriture féminine）主張女性必須通過自身經驗與感受進行書寫，這也是1970年代法國女性主義文學理論的主要理念。西蘇在《美杜莎的笑聲》中強調：「女性必須通過身體書寫，發明不可攻破的語言……」

### 對古典精神分析的批判
西格蒙德·佛洛伊德的性別理論為後結構主義女性主義（特別是西蘇）的批判基礎。布拉查·艾婷格則主張，俄狄浦斯和伊萊克特拉情結（Electra complex）同屬陽具體系，提出了母體邊界空間（matrixial borderspace）作為另一範式。

### 厭棄理論
克莉絲蒂娃提出「厭棄」（abjection）概念，指社會秩序所排斥、破壞的東西，它處於主體與客體之間的臨界空間。厭棄代表了曾屬於自我、後來被否定排除的部分。

## 批評
後結構主義女性主義因拒絕任何形式的女性本質論，被批評為忽略了人文主義下的女性主體，也被認為在策略上過於天真。同時，法國唯物主義女性主義者批評美國學界僅將法國女性主義等同於其後結構主義分支。

## 主要代表人物
- 朱迪斯·巴特勒（Judith Butler）
- 埃萊娜·西蘇（Hélène Cixous）
- 布拉查·艾婷格（Bracha Ettinger）
- 簡·蓋洛普（Jane Gallop）
- 伊麗莎白·格羅茲（Elizabeth Grosz）
- 呂絲·伊莉嘉瑞（Luce Irigaray）
- 朱莉婭·克莉絲蒂娃（Julia Kristeva）
- 特蕾莎·德·勞萊蒂斯（Teresa de Lauretis）
- 瓊·沃拉克·斯科特（Joan Wallach Scott）
- 莫妮克·維蒂格（Monique Wittig）

## 文學範例
- 《美差》（Nice Work）女主角承認：「我曾讓自己被浪漫愛情的話語構建一段時間……但很快意識到我們並非語言之外的本質存在。唯有語言。」[13]
- 《佔有》（Possession）女主角坦言：「我們活在佛洛伊德發現的真理中……除了性，我們質疑一切——不幸的是女性主義幾乎無法避免將性特權化。」[14]

## 延伸閱讀
- Elaine Marks, Isabelle de Courtivron. New French Feminisms: An Anthology（1980）
- Linda Nicholson. Feminism/postmodernism（1990）
- Elizabeth Wright. Lacan and postfeminism（2001）
- Margaret A. McLaren. Feminism, Foucault, and embodied subjectivity（2002）

## 外部連結
- 後結構主義－法國女性主義
- Marian Staats: Poststructural Feminism 簡述
- 女性主義文學批評
- 法國女性主義